# Dầu hỏa

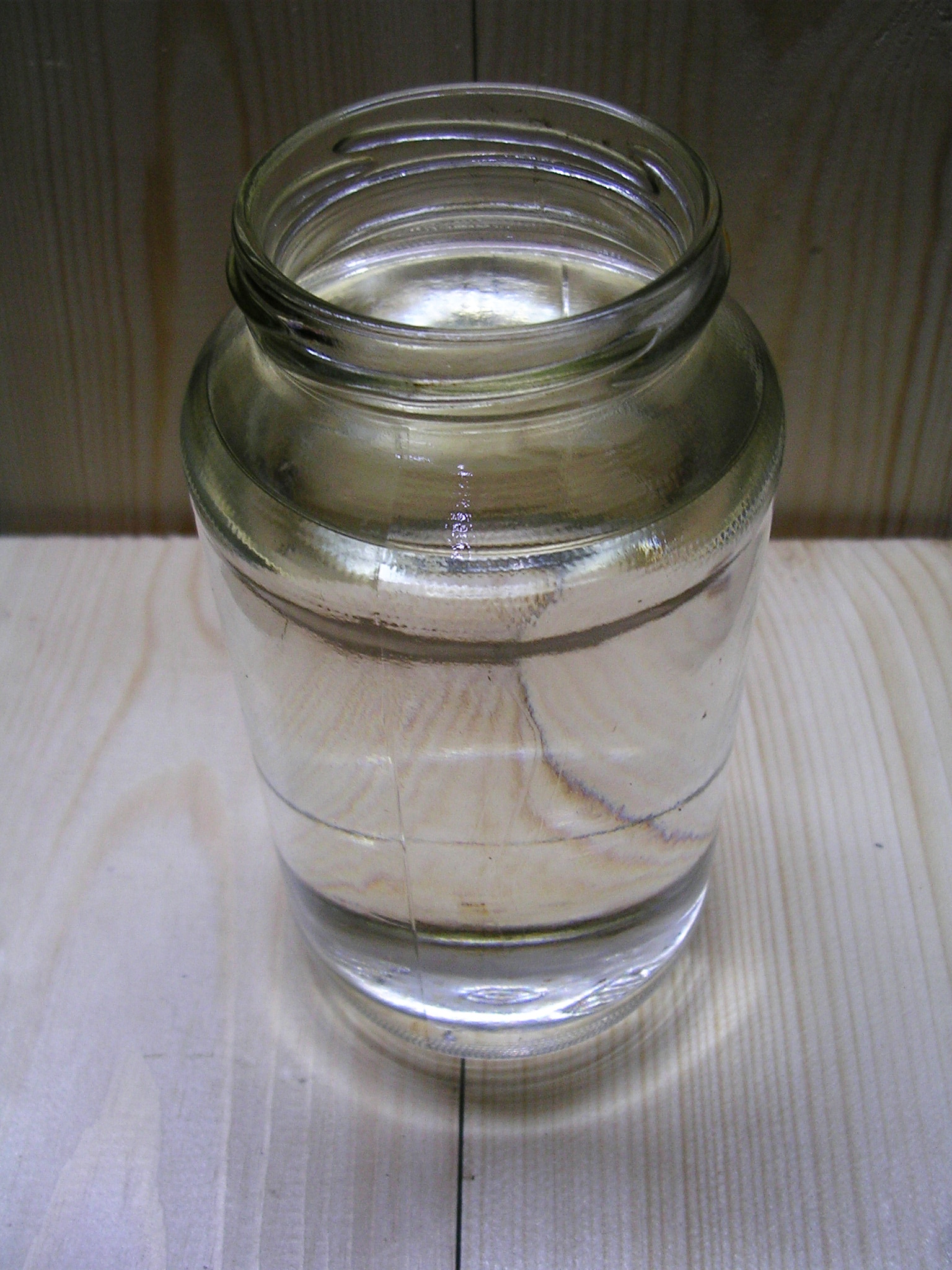
Dầu hỏa

Dầu hỏa (hoặc dầu lửa, dầu hôi, kêrôsin, KO - Kerosene Oil) (tiếng Anh: coal oil, kerosene (Mỹ và Úc), paraffin hay paraffin oil (Anh và Nam Phi)) là hỗn hợp của các hydrocarbon lỏng không màu, dễ bắt cháy, được chưng cất phân đoạn từ dầu mỏ ở nhiệt độ 150 °C đến 275 °C (các chuỗi cacbon từ C12 đến C15). Đã có thời, dầu hỏa được sử dụng như nhiên liệu cho các đèn dầu hỏa, hiện nay dầu hỏa được sử dụng chủ yếu làm nhiên liệu cho máy bay phản lực (Avtur, Jet-A, Jet-B, JP-4 hay JP-8). Một dạng của dầu hỏa là RP-1 cháy trong oxy lỏng, được sử dụng làm nhiên liệu cho tên lửa.
Thông thường, dầu hỏa được chưng cất trực tiếp từ dầu thô phải được xử lý tiếp, hoặc là trong các khối Merox hay trong các lò xử lý nước để giảm thành phần của lưu huỳnh cũng như tính ăn mòn của nó. Dầu hỏa cũng có thể được sản xuất bằng cracking dầu mỏ.
Nó cũng được sử dụng như là nhiên liệu cho các bếp dầu để nấu ăn ở các nước chậm phát triển, thông thường ở đó dầu hỏa không được làm tinh khiết tốt và còn nhiều tạp chất hay thậm chí còn cả những mảnh vụn.
Nhiên liệu máy bay phản lực là dầu hỏa nặng với các thông số nghiêm ngặt hơn, chủ yếu là điểm cháy và điểm đóng băng.
|  |  |

## Từ nguyên học
Tên gọi kêrôsin có nguồn gốc từ tiếng Hy Lạp keros (κερωσ tức sáp).

## Tính chất hóa học
Là một chất lỏng được chế tạo từ dầu mỏ, không màu và có mùi đặc trưng, có tỷ trọng d15 = từ 0,78 đến 0,80; nhiệt độ sôi trong khoảng từ 200 đến 300 độ C. Dầu hỏa được dùng làm chất đốt trong sinh hoạt, thắp đèn và làm dung môi công nghiệp.
1) Màu sắc: trong suốt, có hoặc không màu (dầu lửa có màu tím do quy định màu của từng nước với các loại nhiên liệu để tránh nhầm lẫn). Dầu hỏa có màu càng nhạt (càng không màu) thì chất lượng càng cao (ngọn lửa sáng, nóng, ít khói, ít hao dầu).
2) Chiều cao và màu sắc ngọn lửa: (> 20mm). Chiều cao ngọn lửa (tính từ đầu tim đèn lên đến chỗ bắt đầu khói) càng lớn thì màu ngọn lửa càng xanh trong, chất lượng của dầu càng tốt.
Dầu hỏa có nhiều keo nhựa thường có ngọn lửa thấp và vàng đục(ví dụ: như dầu lửa đỏ) khi sử dụng sẽ gây bẩn (do nhiều khói), gây hao tốn dầu (do dầu cháy không hết mà bị phân hủy).
Thông thường dầu lửa phải có chiều cao ngọn lửa không khói không nhỏ hơn 20mm (theo TCVN).
Ngoài  ra tính chất khác của dầu  lửa cũng có yêu cầu tương tự như mặt hàng xăng (tính ổn định hóa học, không có tính ăn mòn, tạp chất cơ học và nước).

## Tên gọi khác
Trong các ngôn ngữ khác, dầu hỏa có tên gọi là:
- Turbosina (tiếng Tây Ban Nha)